# Ganties
Ganties este o comună în departamentul Haute-Garonne din sudul Franței. În 2009 avea o populație de 298 de locuitori.

## Evoluția populației
| An        | 1975 | 1982 | 1990 | 1999 | 2006 | 2009 |
| --------- | ---- | ---- | ---- | ---- | ---- | ---- |
| Populație | 252  | 255  | 247  | 244  | 282  | 298  |